# ناحية تخت
ناحيه تخت (بالفارسية: بخش تخت) هي إحدى نواحي مقاطعه بندر عباس في محافظة هرمزغان في إيران. وعاصمتها مدينة تخت.[٣] في التعداد الوطني لعام 2006، بلغ عدد سكانها 28,842 نسمة في 6,473 أسرة.[4] التعداد التالي في عام 2011 أحصى 31,728 شخصًا في 8,212 أسرة.[5] في آخر تعداد عام 2016، بلغ عدد سكان المنطقة 33.011 نسمة في 9.479 أسرة.[2] بعد التعداد تم إنشاء قسم  جلابي الريفي ضمن ناحيه، وتم فصل  قسم شميل الريفي عن الناحيه في إنشاء ناحيه  شمل الذي تم تقسيمه إلى منطقتين ريفيتين.[6]
| التقسيمات الإدارية | 2006   | 2011   | 2016   |
| --- | ------ | ------ | ------ |
| قسم الجلابي الريفيه 1 |        |        |        |
| |        |        |        |
| قسم تخت الريفيه | 6,562  | 4,926  | 5,661  |
| تخت (مدينة) |        | 2,648  | 3,082  |
| المجموع | 28,842 | 31,728 | 33,011 |
| 1Established after the 2016 census 2Became a part of ناحيه شميل after the 2016 census</br> 1Established after the 2016 census 2Became a part of ناحيه شميل after the 2016 census |        |        |        |